# In Keeping Secrets of Silent Earth: 3
In Keeping Secrets of Silent Earth: 3 es el segundo álbum de estudio de la banda estadounidense de rock Coheed and Cambria, lanzado el 7 de octubre de 2003 a través de Equal Vision Records. Fue grabado en los Appleseed Studios de Woodstock, Nueva York. Este disco es la tercera parte de las sagas de cómics The Amory Wars.
Consiguió el disco de oro de la RIAA con medio millón de copias vendidas gracias, en parte, al éxito de sus dos sencillos "A Favor House Atlantic" y "Blood Red Summer".

## Listado de canciones
1. "The Ring in Return"  – 2:07
2. "In Keeping Secrets of Silent Earth: 3"  – 8:12
3. "Cuts Marked in the March of Men"  – 5:00
4. "Three Evils (Embodied in Love and Shadow)"  – 5:08
5. "The Crowing"  – 6:35
6. "Blood Red Summer"  – 4:05
7. "The Velourium Camper I: Faint of Hearts"  – 5:21
8. "The Velourium Camper II: Backend of Forever"  – 5:22
9. "The Velourium Camper III: Al the Killer"  – 4:15
10. "A Favor House Atlantic"  – 3:54
11. "The Light & the Glass"  – 9:39
12. "21:13"  – 9:46 (pista oculta)

## Créditos
- Claudio Sanchez - Voz y guitarra
- Travis Stever - guitarra y voces secundarias
- Michael Todd - bajo y voces secundarias
- Josh Eppard - Batería
- Michael Birnbaum - productor, mezclas
- Chris Bittner - productor, mezclas
- Uncle Birmy's Dirty Foot Choir aka Avalon Peacock, Rachel Havens y Julia Nichols - voces adicionales (en Blood Red Summer y The Light & The Glass)

- Datos: Q18584